# Assassin’s Creed III: Liberation
Assassin’s Creed III: Liberation ist ein Computerspiel, das von Ubisoft Sofia und Ubisoft Milan entwickelt und von Ubisoft veröffentlicht wurde. Es ist dem Action-Adventure-Genre zuzuordnen und erstmals am 30. Oktober 2012 exklusiv für die PlayStation Vita erschienen, wurde allerdings später für weitere Konsolen veröffentlicht.

## Handlung
Der erste weibliche Hauptcharakter der Serie ist Aveline de Grandpré, eine amerikanische Assassinin mit französischen und afrikanischen Wurzeln. Das Spiel spielt größtenteils in Louisiana während des Siebenjährigen Krieges in Nordamerika. Das Spiel handelt von der Verteidigung der Stadt New Orleans, welche von Spaniern angegriffen wird. Außerdem sucht der Hauptcharakter nach Hinweisen der vor vielen Jahren verschwundenen Mutter. Die Stadt wird nach einer überraschenden Niederlage von den Spaniern übernommen.

## Spielprinzip und Technik
Bei Assassin’s Creed III: Liberation handelt es sich um ein Action-Adventure mit offener Spielwelt, das aus der Third-Person-Perspektive präsentiert wird. Das Spiel enthält, wie die meisten seiner Vorgänger, einen Mehrspielermodus.

## Produktionsnotizen

### Veröffentlichung
Das Spiel wurde im Oktober 2012 zunächst exklusiv für die PlayStation Vita in den Vereinigten Staaten und Europa unter dem Namen Assassin’s Creed III: Liberation veröffentlicht. In Japan wurde es kurze Zeit später unter dem Namen Assassin’s Creed III: Lady Liberty publiziert. Später kündigte Ubisoft an, das Spiel für weitere Plattformen zu veröffentlichen. Im Januar 2014 wurde der Anfang gesetzt und das Spiel war künftig unter dem Namen Assassin’s Creed Liberation HD in den Vereinigten Staaten und in Europa im PlayStation Network, also im Onlineshop der PlayStation 3 und der PlayStation Vita, verfügbar. Ab Januar 2014 kam das Spiel für die Xbox 360 sowie für Windows weltweit auf den Markt. Versionen für PlayStation 4 und Xbox One wurden am 29. März 2019, für Nintendo Switch am 21. Mai 2019, als Inhalt von Assassins Creed III Remastered veröffentlicht.

### Musik
Die Musik des Spiels wurde von der Komponistin Winifred Phillips komponiert und von Winnie Waldron produziert. Die Soundtracks erschienen am selben Tag wie das Spiel selbst.

## Rezeption
Assassin’s Creed III: Liberation erhielt eher positive Bewertungen. Die Rezensionsdatenbank Metacritic aggregiert 70 Rezensionen der Playstation-Vita-Version zu einem Mittelwert von 70.
Das Spiel erhielt vom US-amerikanischen Spielemagazin Game Informer 7,75 von 10 Punkten, von der US-amerikanischen Videospielwebsite Gamespot bekam es 6,5 von 10 Punkten.